# Rio Descoberto
Rio Descoberto är ett vattendrag i Brasilien. Det ligger i den sydöstra delen av landet, 70 km sydväst om huvudstaden Brasília.
Omgivningarna runt Rio Descoberto är huvudsakligen savann. Runt Rio Descoberto är det ganska glesbefolkat, med 43 invånare per kvadratkilometer.